# 高鍋大師

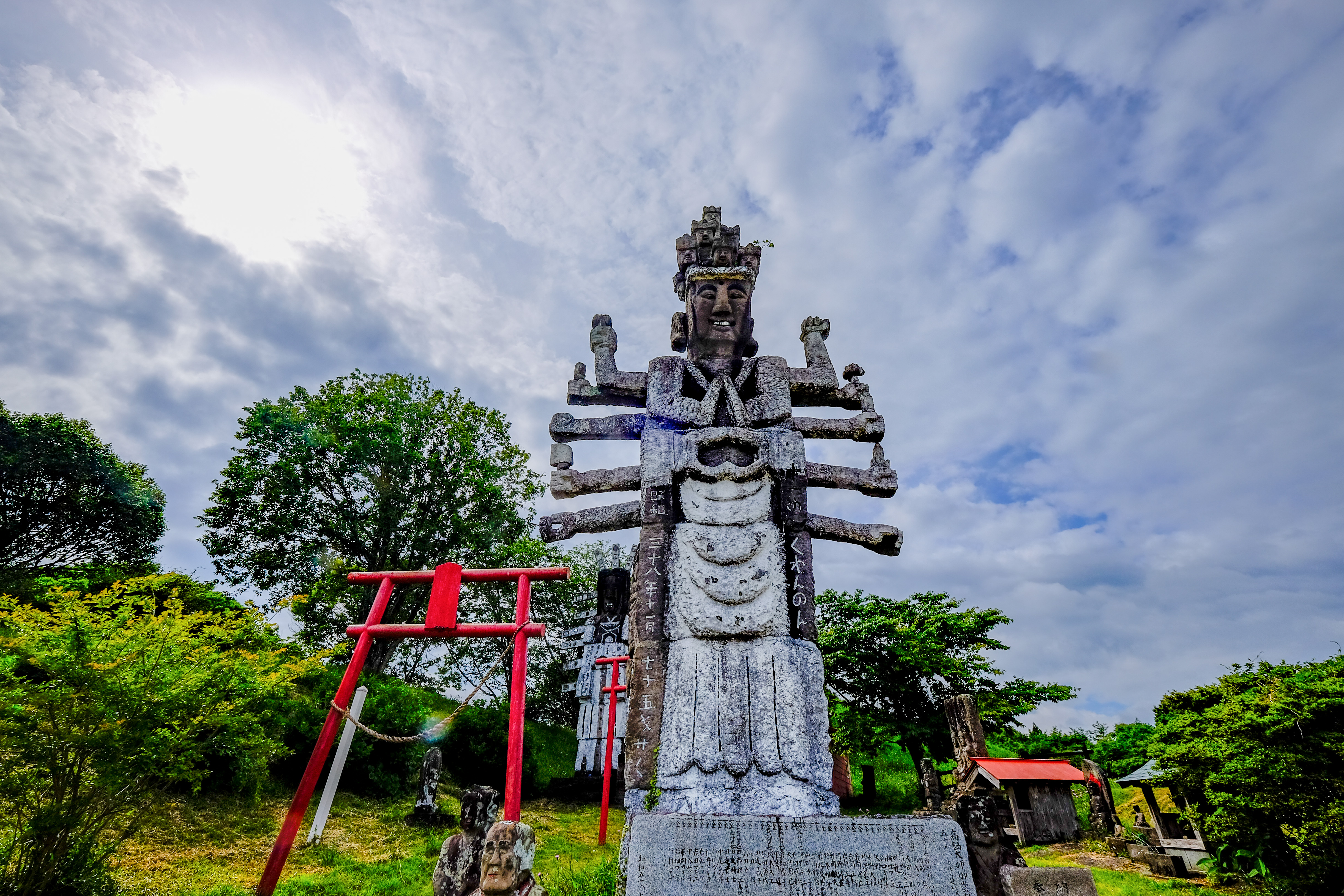
「十一面くわんのん」

高鍋大師（たかなべだいし）は、宮崎県児湯郡高鍋町大字持田にある石像群。

## 概要
高鍋大師と呼ばれる一連の石像群は、近隣にある持田古墳群の霊を慰めるため、町内で米穀店を営んでいた岩岡保吉という人物によって作られたものである。29歳の時に四国八十八箇所巡礼の旅へ出た岩岡は、当時同古墳群での相次ぐ盗掘に心を痛めていたことなどもあって、高鍋にも八十八箇所を建設することを決意し、43歳にて古墳群近くの土地を購入して整地すると、大分県から石工仏師を招聘して彫刻技術を習得した。岩岡は八十八箇所仏完成後も彫像にいそしみ、最終的に本人が生涯で刻んだ石像は700体以上にものぼった。その中には6mを超える巨大なものも含まれている。
しかし、あくまでもプロの仏師が制作したものではないため、石像はきわめて直線的なデザインをしているものが多く、また中には水戸黄門・助さん・格さんの像などもあるが、それが「どこか愛嬌が感じられる」「トーテムポールに似ている」として同町の人気スポットになっている。
高鍋大師のある場所は町の丘陵地の一角であるが、同地は日向灘を望む絶景地でもある。町では現在、高鍋大師周辺に福島市の花見山公園をモデルとした憩いの場所を整備し、高鍋大師の魅力を向上させることを計画している。
ちなみに、地元の高鍋商工会議所のゆるキャラ「たか鍋大使くん」は高鍋大師の「十一面くわんのん」をモチーフとしている。

## 利用情報
- 所在地

宮崎県児湯郡高鍋町大字持田
- 拝観料

無料
- 拝観時間

自由

## 交通アクセス
- JR九州日豊本線高鍋駅よりタクシーで12分（約5.3km）。
- 高鍋バスセンターより宮崎交通バス道の駅つのゆきに乗車、「家床」下車（ただし本数僅少）、徒歩7分（約600m）。
- マイカーの場合、東九州自動車道高鍋インターチェンジから東へ向かい約11分（約4.2km）。
- 駐車場あり